# Riccia liaoningensis
Riccia liaoningensis là một loài rêu trong họ Ricciaceae. Loài này được C. Gao & G.C. Zhang mô tả khoa học đầu tiên năm 1978.